# Padshahnama

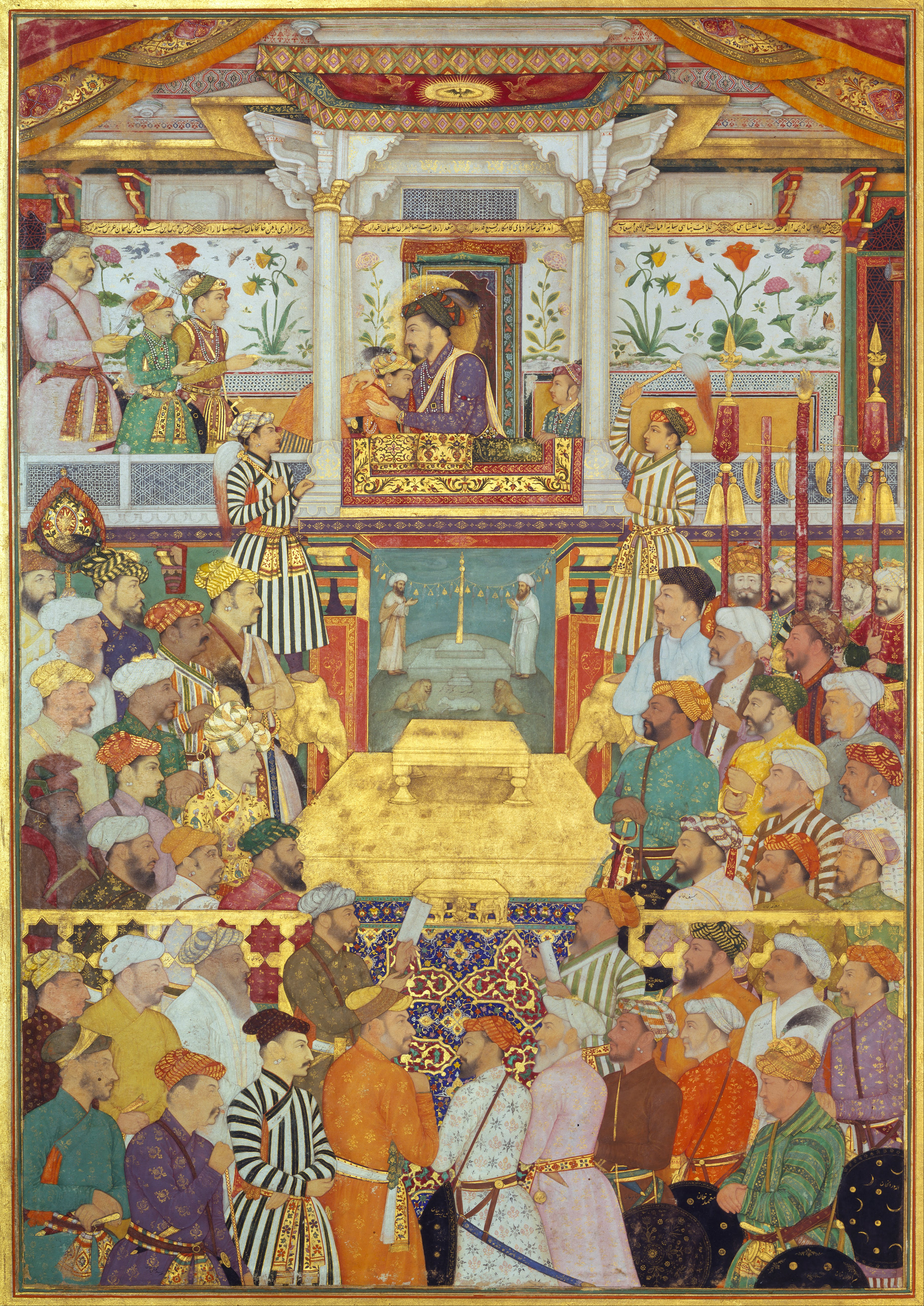
Shah Jahan riceve i suoi tre figli maggiori e Asaf Khan, Windsor Padshahnama, da Bichitr

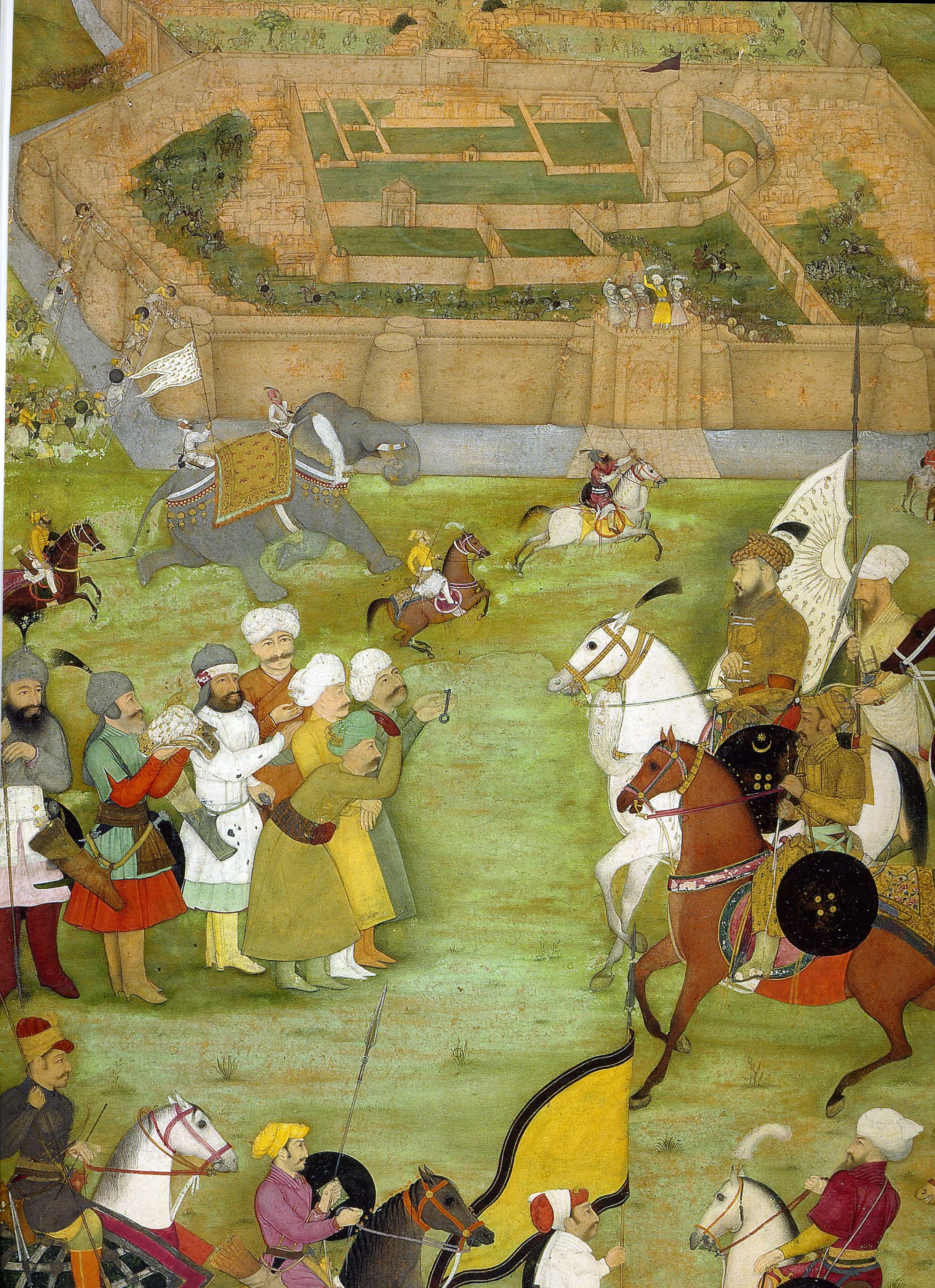
Resa di Kandahar, dipinto in miniatura del Badshahnama che raffigura la riuscita cattura della città da parte dell'imperatore moghul Shah Jahan nell'anno 1638.

Padshahnama o Badshah Nama (in persiano پادشاهنامه o پادشاه‌نامه‎) (Cronache dell'imperatore Shah Jahan) è un'opera letteraria che descrive la storia ufficiale dell'imperatore moghul e del regno di Shah Jahan. I testi, non illustrati, sono noti come Shahjahannama, con Padshahnama utilizzato per le versioni dei manoscritti miniati. Queste opere sono tra le principali fonti di informazioni sul regno di Shah Jahan. Copie riccamente illustrate furono prodotte nelle fabbriche imperiali, con molte miniature moghul. Sebbene le campagne militari abbiano la massima importanza, le illustrazioni e i dipinti nei manoscritti di quest'opera illustrano la vita della corte imperiale, raccontando matrimoni e altri avvenimenti.
L'opera più significativa di questo genere è stata scritta da Abdul Hamid Lahori, allievo del biografo di Akbar, Abdul Fazal, in due volumi. Non ha potuto scrivere il terzo volume di questo genere a causa delle infermità della vecchiaia.

## Storia
Shah Jahan nel suo ottavo anno di regno chiese a Muhammad Amin Qazvini di scrivere una storia ufficiale del suo regno e questi completò il suo Badshahnama nel 1636, coprendo i primi dieci anni (lunari) del regno di Shah Jahan.
Jalaluddin Tabatabai scrisse un altro Badshahnama, ma la parte esistente del testo copre solo quattro anni, dal quinto all'ottavo anno di regno dell'imperatore. Il progetto fu in seguito affidato ad Abdul Hamid Lahori, che scrisse il suo Badshahnama in due volumi. Il primo volume di questo lavoro si basa sul lavoro di Qazvini ma presenta maggiori dettagli. Il secondo volume copre i successivi dieci anni (lunari) del regno di Shah Jahan, completando il suo lavoro nel 1648. Lahori morì nel 1654. Muhammad Waris, allievo di Lahori, ebbe la responsabilità di completare l'incarico e il suo Badshahnama (completato nel 1656) copre il resto del periodo del regno di Shah Jahan. Il suo lavoro è stato pubblicato dalla Asiatic Society come terzo volume del Badshahnama di Lahori.

## Manoscritti esistenti
Nel 1799, il nababbo (governatore provinciale) di Oudh nell'India settentrionale, inviò il Badshahnama al re Giorgio III d'Inghilterra. Oggi, il manoscritto imperiale illustrato del Badshahnama di Lahori è conservato nella Biblioteca Reale del Castello di Windsor ed è noto come Windsor Padshahnama. Fu prodotto tra il 1630 e il 1657 e contiene 44 miniature, alcune scene narrative a pagina intera di battaglie, cerimonie di corte e altri eventi (11 sono su due pagine) e alcuni piccoli ritratti individuali, circondati da decorazioni geometriche. Questi illustrano la genealogia della dinastia moghul che da inizio all'opera. La dimensione delle pagine è di 58.6 x 36.8 cm e 13 diversi artisti principali lavorarono al volume. Nel 1994, mentre il volume veniva rivisto, per motivi di conservazione, venne colta l'occasione per esporre tutte le miniature in una mostra che fu allestita a Nuova Delhi, alla Queen's Gallery di Londra e in sei città statunitensi.
I manoscritti dei Badshahnama di Qazvini e Waris sono conservati nella British Library. Un manoscritto del Badshahnama è anche nella Khuda Bakhsh Oriental Library di Patna in India.
Altre miniature individuali si trovano in diverse collezioni. In seguito furono fatte alcune copie di manoscritti miniati; ad esempio, il Metropolitan Museum of Art di New York ha miniature delle versioni del XVII secolo e il Los Angeles County Museum of Art ne ha una datata intorno al 1800.

## Contesto
Il Padshahnama si inserisce in una tradizione di autobiografie imperiali o biografie ufficiali di corte, realizzate in varie parti del mondo. In Asia meridionale queste risalgono a Ashokavadana e Harṣacarita dell'antica India, e al medievale Prithviraj Raso. L'antenato dei moghul, Tamerlano, era stato celebrato in numerose opere, per lo più chiamate Zafarnama ("Libro delle vittorie"), come quelle di Shami e Yazdi. Quest'ultimo è il più noto, ed è stato anche prodotto in una copia miniata nel 1590 dal laboratorio di Akbar. La tradizione fu continuata dai moghul con Baburnama (autobiografia, non illustrata precedente ad Akbar), Akbarnama (biografia) e Tuzk-e-Jahangiri o Jahangir-nameh (memorie di Jahangir).

## Galleria d'immagini

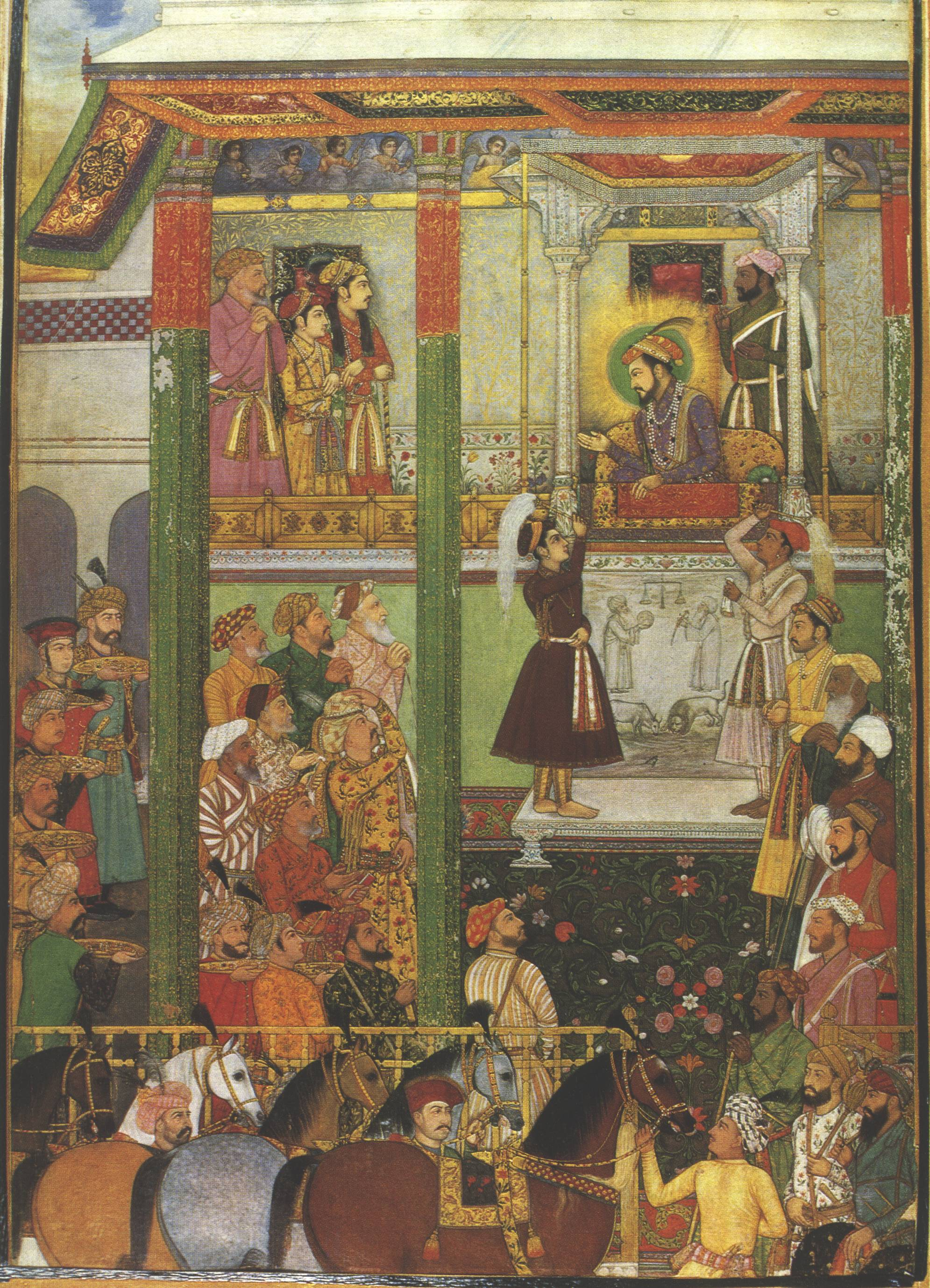
Shah Jahan riceve gli ambasciatori persiani safavidi nell'anno 1636.
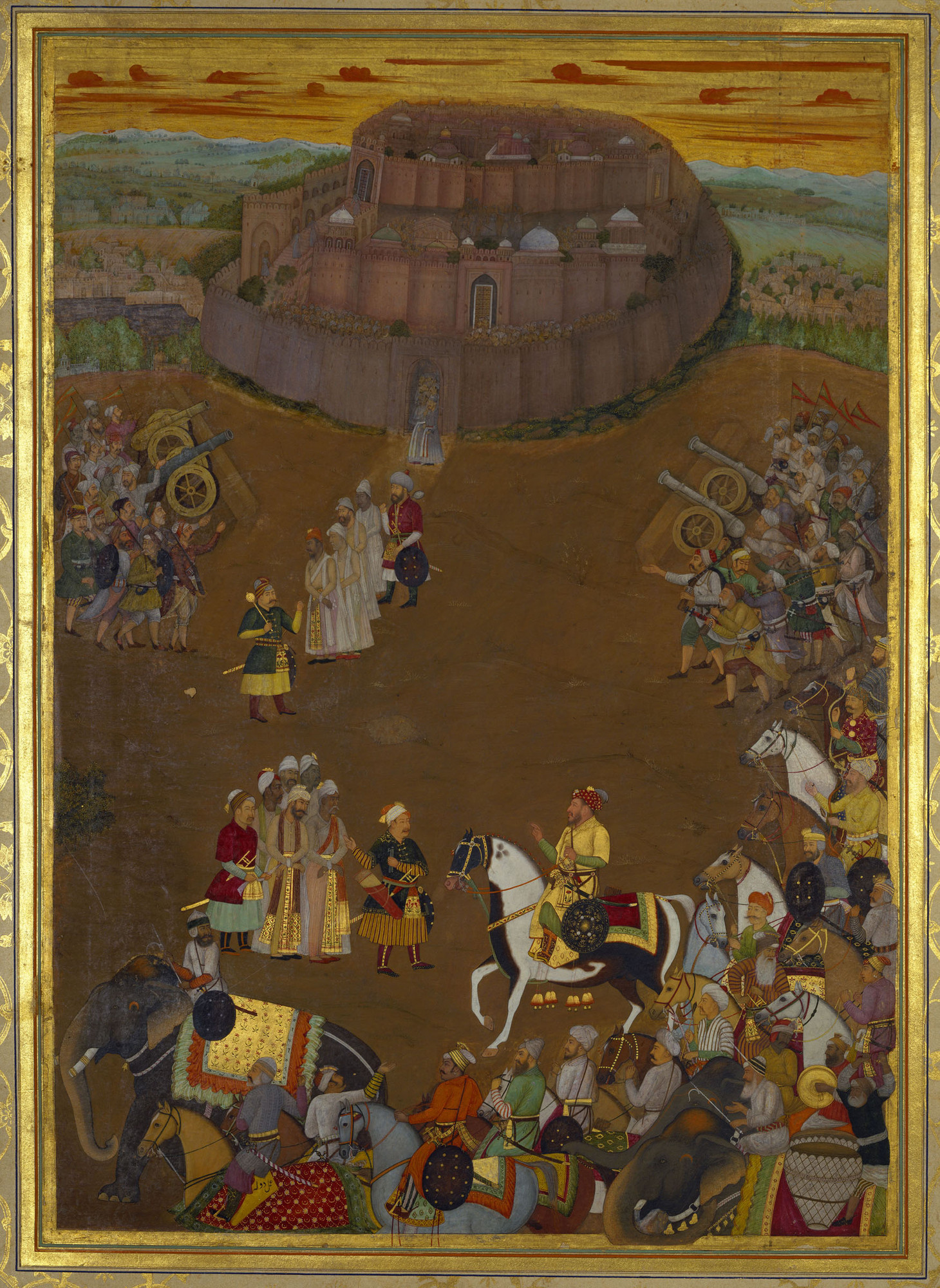
Il comandante moghul Khan Dauran cattura il forte di Udgir.
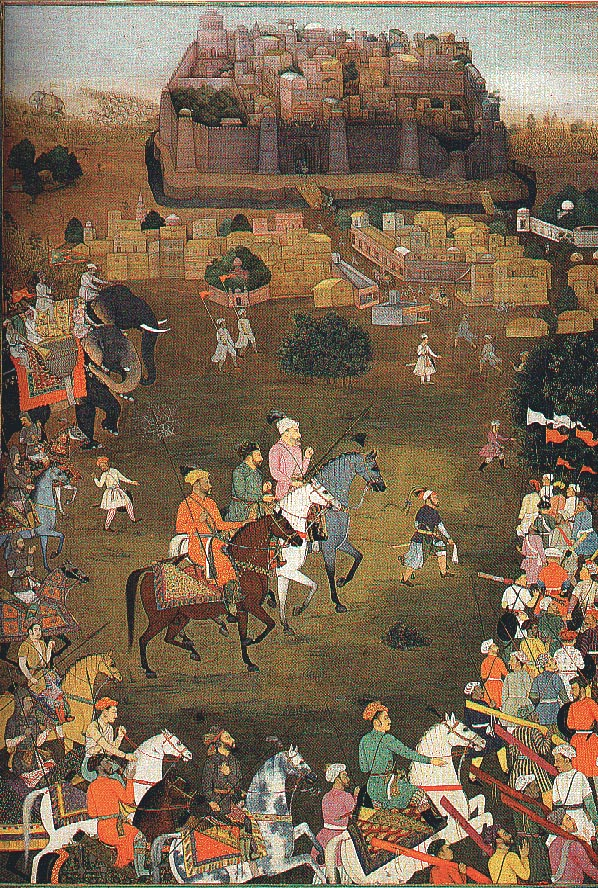
L'esercito moghul guidato dal principe Aurangzeb, Syed Khan-i-Jahan, Abdullah Khan Bahadur Firuz Jang e Khan Dauran entra a Orchha.
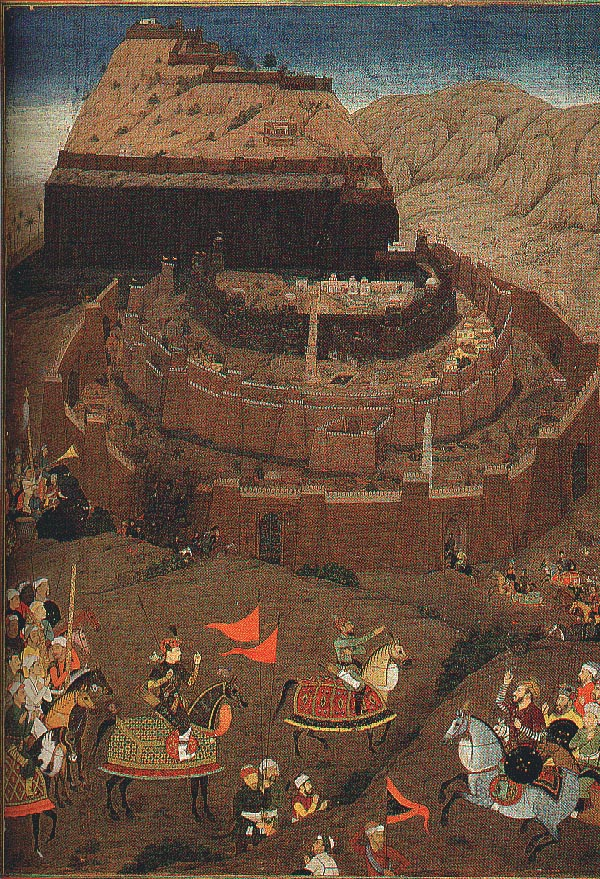
L'esercito di moghul cattura il forte di Dawlatabad nel 1633.
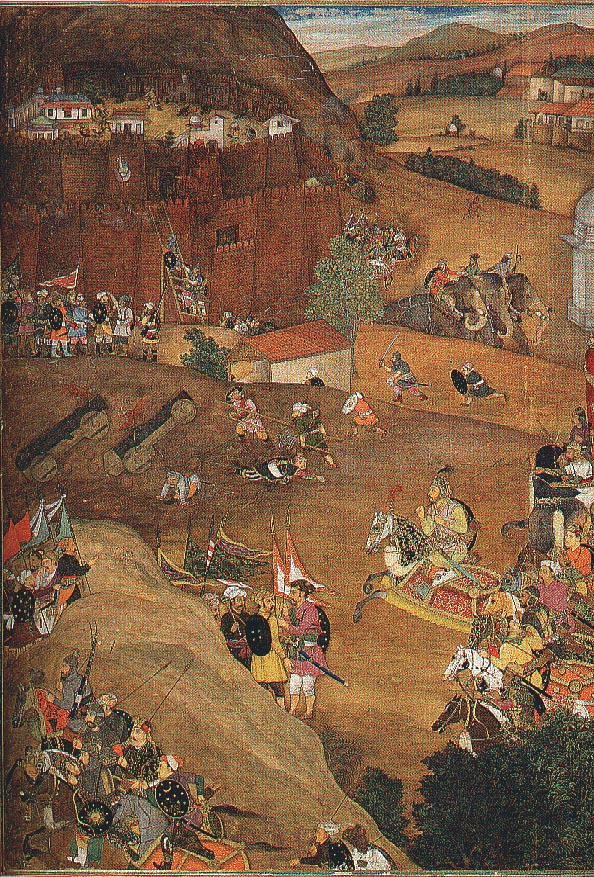
Il comandante moghul Azim Khan cattura Dharur.
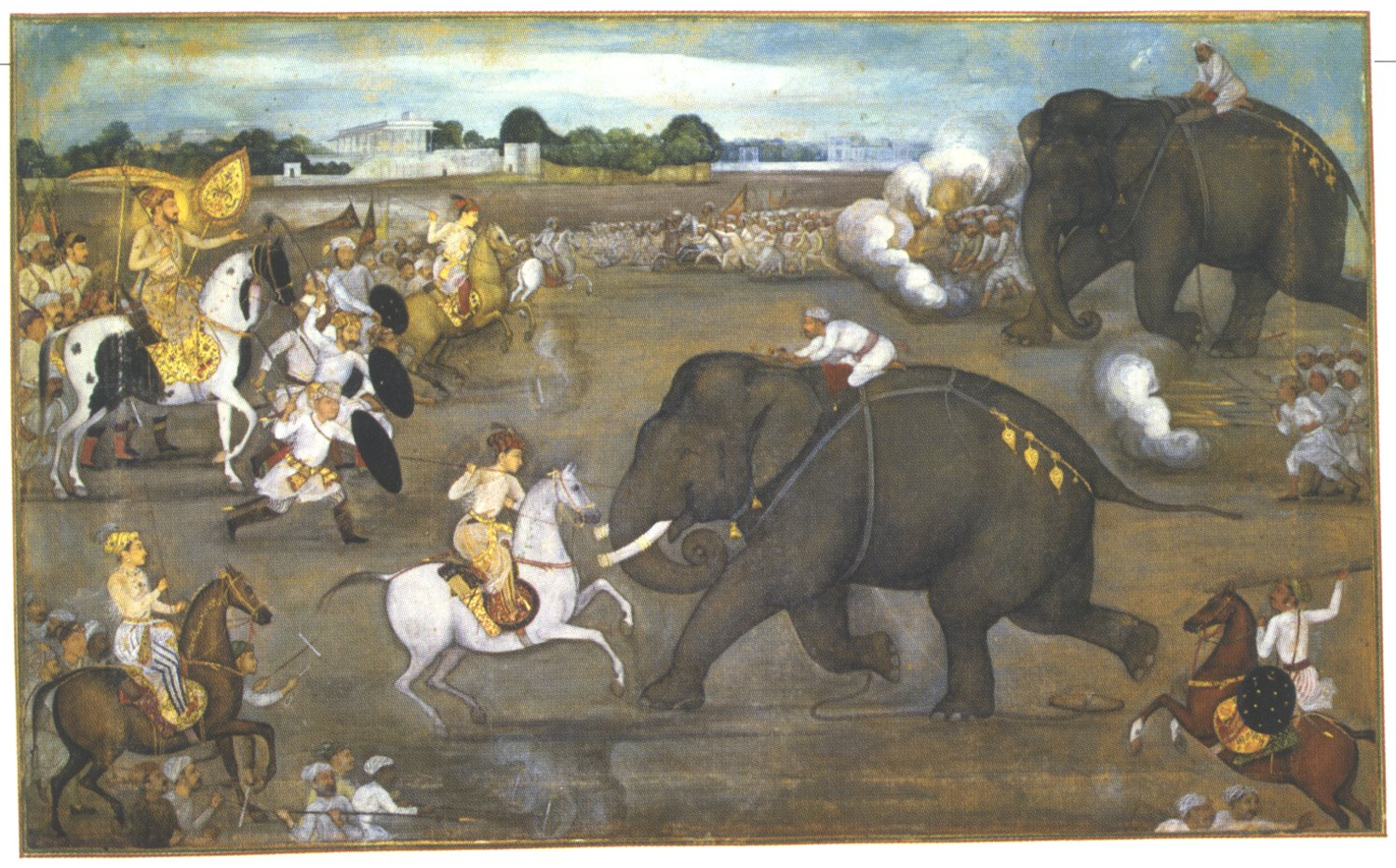
Il principe Aurangzeb cavalca contro l'elefante di guerra impazzito Sudhakar nell'anno 1633.
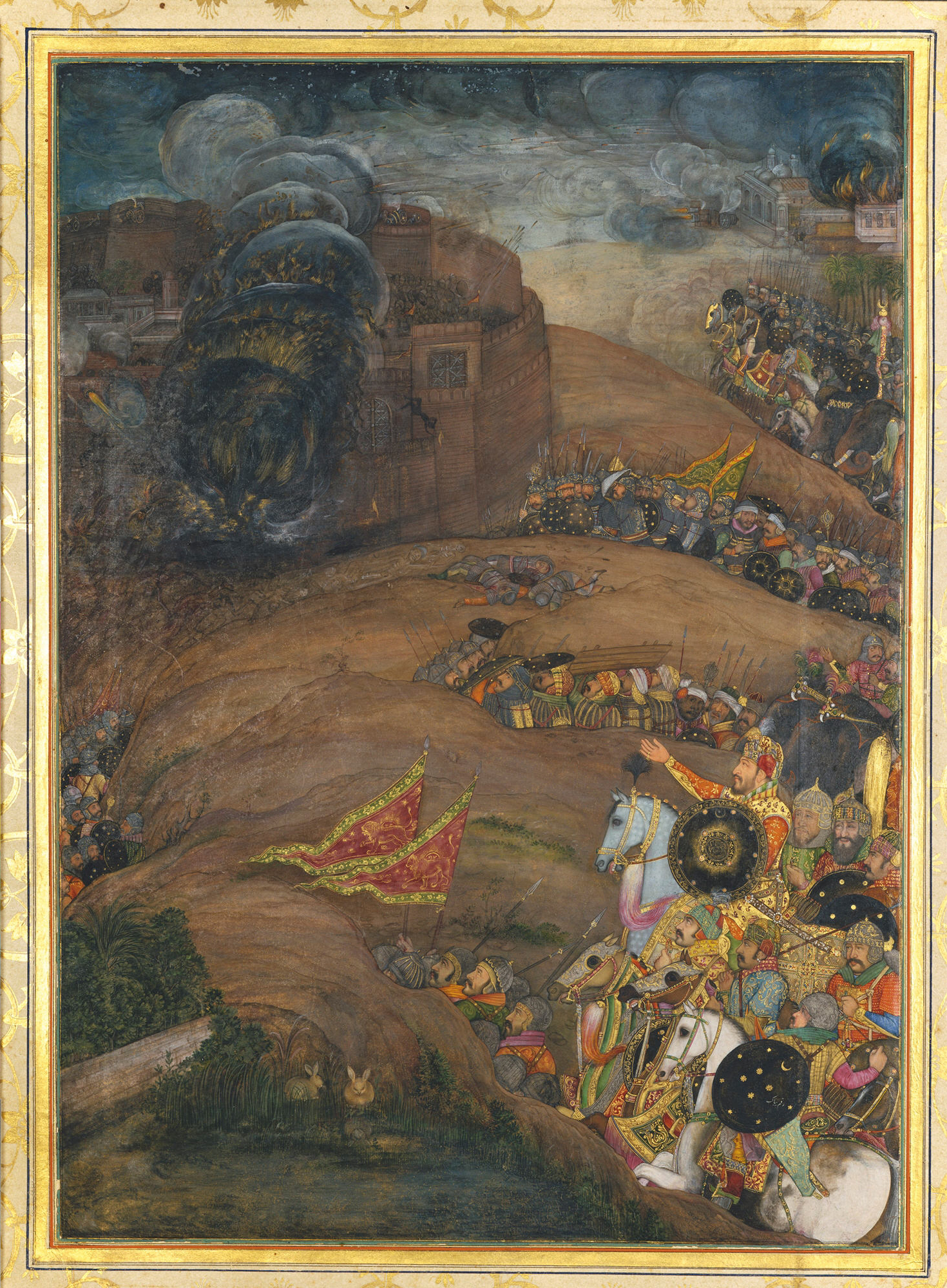
L'assedio della guarnigione dei safavidi a Kandahar (maggio 1631)